# اول سیتی
اول سیتی (به انگلیسی: Owl City) یک پروژه الکترونیکا آمریکایی است در سال ۲۰۰۷ در اوواتانا، مینه‌سوتا توسط آدام یانگ ایجاد شد. وی فعالیت خود را در تارنمای مای اسپیس آغاز کرد و در آنجا توانست شهرت فراوانی بدست آورد. همچنین یکی از معروفترین آهنگ‌های وی می‌توان به «کرم‌های شب‌تاب» اشاره کرد که توانست به بالای جدول بیلبورد برود و از صد ترانهٔ برتر، رتبهٔ اول را از آن خود کند.